# De Poorten van Rome
De Poorten van Rome is het eerste boek in de vierdelige serie over de grootste Romein aller tijden, geschreven door de Engelse schrijver Conn Iggulden. De serie behoort tot de historische fictie en vertelt het levensverhaal van Julius Caesar.

## Vooraf
Het eerste boek introduceert twee jonge Romeinen: Gaius (Gaius Julius Caesar), zoon van een senator en geboren uit een adellijke familie, en zijn vriend Marcus (Marcus Junius Brutus), de zoon van een hooggeplaatste courtisane (Servila Caepionis). 

## Inhoud
De Poorten van Rome vertelt het verhaal van de harde realiteit ten tijde van het Oude Rome; niet alleen voor de nobilitas maar ook voor de grote slavenpopulatie, die Gaius' vader beroven en vermoorden tijdens een belegering op hun villa.
Wanneer de twee jongens aan hun carrière beginnen (Gaius als een senator en Marcus als legionair), escaleert de politieke oorlog die zich afspeelt in de Senaat tussen twee machtige generaals: Cornelius Sulla en Gaius' oom Marius. 
Beide jongens moeten zich overeind zien te houden tijdens de oorlog die volgt, maar dat gaat niet altijd even gemakkelijk.

## Caesar serie
- 2003 - De Poorten van Rome
- 2004 - De Ondergang van de Heersers
- 2005 - Het Zwaard van de Macht
- 2006 - De Toorn van de Goden